# Haus Rieffenberg & Reichmann

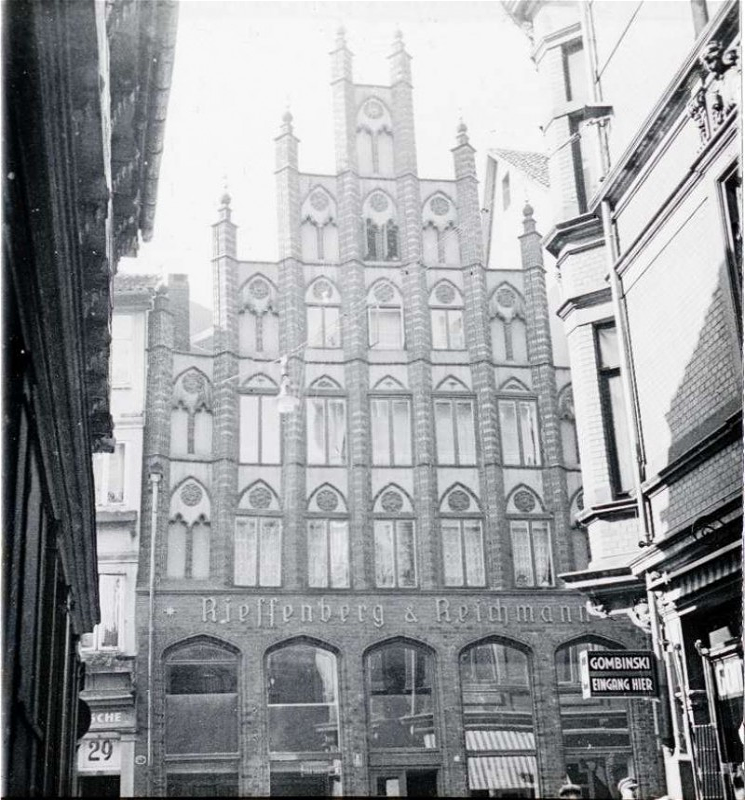
Blick von der Schuhstraße auf die Fassade des Möbelhauses Rieffenberg & Reichmann, dort findet sich heute der Großmannweg; im Vordergrund rechts das Eckgebäude mit dem Hinweis auf den Kaufmann Jakob Gombinski im Eckhaus Knochenhauerstraße 44;
Foto von August Kageler, Bildarchiv der Region Hannover

Das Haus Rieffenberg & Reichmann auch Rieffenberg-Haus und ursprünglich Haus Limburg genannt, war ein um die Mitte des 15. Jahrhunderts errichtetes Gebäude und galt als eines der Wahrzeichen der Landeshauptstadt Hannover. Das Haus stand bis zu seiner Zerstörung während der Luftangriffe auf Hannover im Zweiten Weltkrieg unter der Adresse Knochenhauerstraße 28.

## Geschichte und Beschreibung
Das um 1450 errichtete Gebäude war bis Anfang der 1940er Jahre „das einzige in Hannover erhaltene Beispiel bürgerlicher Wohnbau-Backsteinkunst mit Fialengiebel, bei dem die Treppenstufen der Giebel durch Spitztürmchen geschmückt“ waren. Auf einem Fries aus gebranntem und glasiertem Ton setzte ein fünfgeschossiger Giebel mit Rundmedaillons, in die Rosetten appliziert waren. Ähnlich wie bei den Giebeln des Alten Rathauses „bildeten Trennungspfeiler über den Giebelstaffeln fialenähnliche Bekrönungen“ mit Kugelaufsätzen, denen wiederum zierliche schmiedeeiserne Stangen aufgesetzt waren.
Die Ziegelsteinfassade wurde um 1880 im Erdgeschoss durch den Einbau von Schaufenstern umgestaltet.
Der Lehrer August Kageler fertigte im zweiten Viertel des 20. Jahrhunderts von der Schuhstraße aus eine Fotografie der Fassade des Gebäudes, als dieses über den hochgezogenen Schaufenstern über der ersten Etage den Schriftzug des Möbelhauses Rieffenberg & Reichmann trug.